# Kleinkörper (Astronomie)

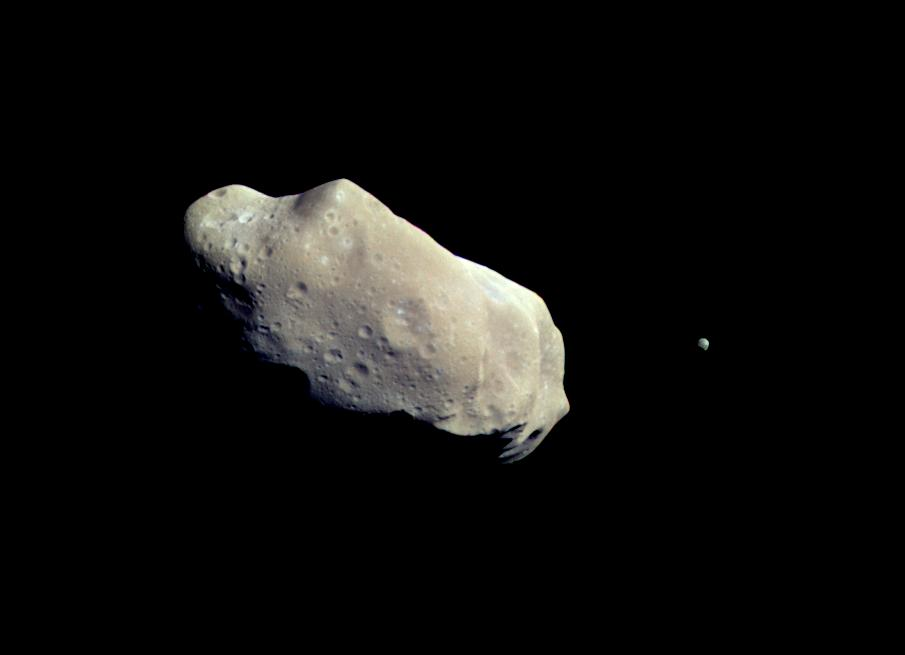
Asteroid (243) Ida (60 × 25 km) mit Mond Dactyl. Er kreist mit tausenden von ähnlicher Größe im Asteroidengürtel zwischen Mars und Jupiterbahn

Ein Meteor der Perseiden mit einer Größe von ungefähr einem Zentimeter beim Eintritt in die Erdatmosphäre in zehnfacher Zeitlupe (Ereignisdauer eine Sekunde)

Kleinkörper (englisch Small solar system bodies) sind eine von der Internationalen Astronomischen Union (IAU) am 24. August 2006 in Prag neudefinierte Klasse von Himmelskörpern in Bahnen um die Sonne. Es handelt sich hierbei um Objekte im Sonnensystem, die weder die Planetendefinition erfüllen noch die Definition eines Zwergplaneten. Zusätzlich ausgeschlossen sind Monde. Ab einem Durchmesser von weniger als 300 km kann davon ausgegangen werden, dass sie sich nicht im hydrostatischen Gleichgewicht befinden. Diese Objekte gehören mit großer Wahrscheinlichkeit zu den Kleinkörpern.

## Definition
Unter dem Begriff Kleinkörper werden Asteroiden, Kometen und Meteoroide zusammengefasst, die die Sonne umkreisen und – anders als Zwergplaneten – wegen ihrer geringen Masse und Gravitation keine Kugelgestalt ausbilden können.
Ein Kleinkörper, der in der Nähe der Sonne ausgast und Koma bzw. Schweif ausbildet, ist ein Komet. Verschwinden Schweif und Koma, sodass der Körper im Fernrohr als scharf umrissenes Gebilde erscheint, ist er von einem Asteroiden nicht mehr zu unterscheiden.
Ist ein Kleinkörper kleiner als einige Meter, wird er Meteoroid genannt. In Erdferne ist er für eine direkte Beobachtung zu klein. Dafür macht er sich als Meteor bemerkbar, falls er in die Erdatmosphäre eintritt, und als Meteorstaub. Wenn er nicht vollständig als Sternschnuppe verglüht, erreicht er die Erdoberfläche als Meteorit.

## Vorkommen
Kleinkörper kommen im Sonnensystem hauptsächlich in drei Regionen vor:
- Im Asteroidengürtel, zwischen den inneren (erdähnlichen) und den äußeren, jupiterähnlichen Planeten – als gesteinsartige Asteroiden (Planetoiden).
- Im Kuipergürtel, der sich außerhalb der Neptunbahn befindet – als stark eishaltige Asteroiden und potenzielle, mittelperiodische Kometen.
- In der Oortschen Wolke, welche die äußere und kugelförmige Zone des Sonnensystems bildet – als theoretisches Reservoir für langperiodische Kometen.

## Entstehung
Asteroiden und Kometenkerne gelten in erster Linie als urtümliche Materialreste, die aus der Bildungszeit des Planetensystems übrig geblieben sind, weil sie sich nicht mit anderen Planetesimalen zu Protoplaneten bzw. Planeten zusammengeschlossen haben. Daneben handelt es sich bei manchen auch um Bruchstücke, die aus der Kollision zwischen größeren Kleinkörpern oder aus dem Zerfall eines Kometenkerns zu einem Meteorstrom hervorgegangen sind. Solche Ereignisse sind zugleich die Hauptursache für die Entstehung von Meteoroiden. Solch kleinere Objekte können aber auch bei einem Einschlag auf einem größeren Körper wie einem Planeten oder einem Mond aus dessen Oberfläche geschlagen werden.